# Шорыгины
Шорыгины — династия в Российской империи, занимавшаяся на протяжении нескольких поколений предпринимательством и научной деятельностью.

## Предпринимательская деятельность
Ручная ткацкая фабрика и отдел для раздачи пряжи на домах семейно-кустарным способом послужили для основания фирмы. Всё это было открыто в селе Хозникове (Житковская волость) Владимирской губернии. Основателем считается крепостной крестьянин С. Г. Волконской Иван Михайлович Шорыгин, которые и открыл фабрики в 1825 году. После его смерти промышленными предприятием продолжала управлять его жена — Федосья Гордеевна. С 1864 по 1870 семейное дело продолжили сыновья: Козьма, Тихон, Евсигний, однако по факту управлял и заведовал делами только старший сын Тихона, внук Ивана Михайловича — Полиевкт.
К тому моменту династическое дело очень быстро развивалось, и суммарная выработка составляла 82 тысячи кусков по 60 аршин, которые вырабатывались 10—15 тысячами станков; они располагались в пяти уездах Владимирской губернии: Ковровском, Шуйском, Суздальском, Вязниковском, Владимирском.
Уже в 1869 г. после смерти Козьмы и Евсигния дело в качестве наследства перешло к сыну Козьмы — Макарию Козьмичу. Тихон Иванович же полностью передал своё дело детям Абраму и Полиевкту.
В 1870 дело Шорыгиных было расформировано и учреждено негласное товарищество, состоящее из Макария Кузьмича, Абрама Тихоновича, Полиевкта Тихоновича Шорыгиныхи Ивана Ивановича Треумова. Общий суммарный капитал во время учреждения составлял 145 тысяч рублей. В селе Горки, располагавшееся неподалёку от с. Хозникова, учредители решили построить механическую ткацкую фабрику со 160 станками. В итоге количество станков постоянно росло, а уже в 1879 году было равно 1 тысячи. Пока это произошло, состав кабинета учредителей и собственников очень сильно поменялся: в 1874 году умерли Тихон Иванович и Макария Козьмича Шорыгины, а в 1879 году и их сыновья Николай и Дмитрий потеряли место в этом самом кабинете.
В 1879 году «Торговый дом братьев Полиевкта и Абрама Шорыгины и Ко» отдал своё торгово-промышленное предприятие созданному «Товариществу Шуйской мануфактуры бумажных изделий» с суммарным капиталом в 750 тысяч рублей. Товарищество учредили потомственные почётные жители Полиевкт и Абрам Тихоновичи и купцы: ковровский — И. А. Треумов, и нерехтский — Михаил Алексеевич Павлов. В собственность нового товарищества входило:
1. Ткацкая фабрика в с. Горки на 1 тыс. станков;
2. Ситценабивная Отбельная фабрика в городе Шуе;
3. Различная недвижимая собственность.

В данном виде товарищество не прожило и более трёх лет, так как в 1882 Иван Треумов ушёл из предприятия насовсем, а через год построил свою собственную ткацкую мануфактуру в Коврове. Фабрика Шуйских перешла к Павлову М. А., а Горкинская осталась во владении Полиевкта и Абрама Шорыгиными, но с 1886 фабрикой управлял только Полиевкт, а товарищество звалось «Товарищество Горкинской мануфактуры». В 1887 году продажи Горкинской фабрики составляли 500 000 рублей, а количество станков было увеличено до 1,3 тысячи до 1893 года. В этот период компаньоном Полиевкта изначально был старший сын — Александр, а чуть позже с 1897 года третий сын — Пётр. Заместителем по коммерции в Москве был Боков Сергей Максимович.
Во вновь купленном в 1899 году имении возле села Михнева, рядом с Москвой, где ранее во времена правления Петра I была суконная казённая фабрика, товарищество построило бумагопрядильную и ткацкую на 19,9 тысяч веретен и 667 станков новой системы Платта. Данной фабрикой заведует сын Полиевкта Тихоновича — инженер-технолог Шорыгин Иван Полиевктович.
Во время его правления фабрикой капитал был увеличен практически в два раза: с 600 тысяч до 1 миллиона рублей. Горкинская мануфактура увеличила количество станков до 1 412, а лесная собственной во Владимирской губернии достигала в общей сумме 3 тысячи десятин.
В 1906 году Михневская династическая фабрика переходит из-за семейного раздела к «Товариществу Старогоркинской мануфактуры», управленцами которой были Полиевкт Тихонович, его сыновья Пётр и Иван. Старшей же сын стал управлять недавно присоединённой фабрикой Горкинских под старым названием «Товарищество Горкинской мануфактуры».
В 1910 году Полиевкт Тихонович умер и оставил оба своих товариществ, где он был практически бессменный владельцем, своим сыновьям. Первое он отдал Ивану и Петру, а второе — Александру. В этом же 1910 году Абрам Тихонович, ушедший из товарищества в 1886 году, построил собственную ткацкую мануфактуру на 600 станков возле села Новинки Ковровского уезда Владимирской губернии, неподалёку от села Горки.
Михневская фабрика имела в своей собственности 715 станков и 21 тысячу прядильных веретен, а уже к началу 1912 году была открыта новая фабрика на 754 станка, большая часть из которых были автоматические; также были использованы новейшие системы того времени «Нортроп» и новая прядильня. Новая фабрика преимущественно была из  английской  техники. Эта новая фабрика с новейшим оборудованием была построена и обустроена инженером-технологом Шорыгиным И. П.
До 1887 года предприятие выпускало на рынок продаж лишь суровые и неотделанные ткани, но уже с 1 января того же года в Москве открылось новое помещение для продажи бумажных тканей в отделанном виде. Товарищество не имело собственных красильных и отделочных заводов, поэтому любые действия, связанные с крашением и отделкой выполнялись на других, чужих фабриках, как правило в поле зрения Москвы. В первый год амбар принёс доход в 579 тысячи рублей. А полный доход в том же году составлял 1 миллион 324 тысячи рублей. Этим амбаром заведовал Сергей Максимович Боков до самого закрытия предприятия.
Во время революции 1917 года фабрики были национализированы, и Павел Полиевктович полностью отдал себя научной деятельности. Он совершил значимое открытие в области натрий-органических соединений. Написал учебники: «Химия углеводов» и «Химия целлюлозы». Павел Полиевктович также занимался развитием парфюмерной промышленности и исследовал искусственное волокно.

## XX век
- Младшая дочь, Мария Полиевктовна, закончила Высшие женские курсы и стала женой известного генетика Н. К. Кольцова, впоследствии увлеклась биологией и стала доктором наук в этой отрасли[5].
- Пётр, сын Павла Шорыгина, стал химиком и продолжил исследовать наработки своего отца по поводу взаимодействия молекул вещества со светом. П. П. Шорыгин является академиком Российской Академии наук и лауреатом Государственной премии[5].
- Андрей Павлович стал профессором, доктором технических наук и всю свою жизни работал с проблемами автоматики[5].